# Chiamami per nome
Chiamami per nome è un singolo dei cantanti italiani Francesca Michielin e Fedez, pubblicato il 3 marzo 2021 come secondo estratto dalla riedizione del quarto album in studio di Michielin Feat (stato di natura).

## Descrizione
Scritto dai cantanti stessi insieme a Mahmood, Dargen D'Amico, Davide Simonetta e Alessandro Raina, il brano rappresenta la terza collaborazione tra i due artisti dopo Cigno nero (2013) e Magnifico (2014) e si differenzia da questi ultimi a livello di struttura musicale, più vicine al pop, e alla maturità in cui viene tratto il tema dell'amore.
Chiamami per nome è stato presentato per la prima volta dal vivo in occasione del 71º Festival di Sanremo, segnando la prima partecipazione di Fedez alla kermesse musicale e la seconda di Michielin, classificandosi al secondo posto.
Il 26 novembre successivo il brano è stato inserito anche nella lista tracce dell'album Disumano di Fedez.

## Accoglienza
Silvia Danielli di Billboard Italia ha apprezzato il brano, scrivendo che «il pezzo è costruito bene, alla perfezione, per emozionare». Simone Zani di All Music Italia ha ritenuto che Chiamami per nome abbia «sonorità fresche e non cupe e un testo che parla della difficoltà di creare rapporti umani» trovando l'interpretazione di Michielin «quasi onirica» e di Fedez «precisa, che introduce un ritornello in cui si riconosce fortemente la mano di Mahmood».
Francesco Prisco riporta una recensione meno entusiasta per Il Sole 24 Ore, affermando che la canzone tratti una «rara collezione di ovvietà» non ritenendo particolarmente l'intenzione di Fedez di passare dall'hip hop al pop, affermando «un rapper che si mette addirittura alla prova con una melodia qua e là».

## Video musicale
Il video, diretto dagli YouNuts!, è stato reso disponibile contestualmente all'uscita del singolo sul canale YouTube di Fedez.

## Tracce
Crediti riportati sul sito della SIAE.
Testi di Federico Leonardo Lucia, Jacopo Matteo Luca D'Amico e Francesca Michielin, musiche di Davide Simonetta, Alessandro Raina e Alessandro Mahmoud.
1. Chiamami per nome – 3:43

## Formazione
- Francesca Michielin – voce, sintetizzatore, produzione vocale
- Fedez – voce
- D.whale – produzione, registrazione, arrangiamento, arrangiamento voce di Fedez
- Michelangelo – chitarra, sintetizzatore
- Jacopo Matteo Luca D'Amico – arrangiamento voce di Fedez
- Alex 3carichi – registrazione voce di Fedez
- Gigi Barocco – missaggio, mastering

## Successo commerciale
La settimana successiva allo svolgimento del festival il brano ha conquistato la vetta della Top Singoli, divenendo la quarta numero uno di Francesca Michielin e la nona di Fedez. È la seconda volta che i due artisti raggiungono il primo posto con una loro collaborazione, dopo il singolo Magnifico del 2014.

## Classifiche

### Classifiche settimanali
| Classifica (2021) | Posizione massima |
| ----------------- | ----------------- |
| Italia            | 1                 |
| Svizzera          | 19                |

### Classifiche di fine anno
| Classifica (2021) | Posizione |
| ----------------- | --------- |
| Italia            | 26        |